# 2022-es labdarúgó-világbajnokság-selejtező (UEFA – E csoport)
A 2022-es labdarúgó-világbajnokság európai selejtező, E csoportjának eredményeit tartalmazó lapja. A csoportban a csapatok körmérkőzéses, oda-visszavágós rendszerben játszottak egymással. A csoport győztese kijutott a világbajnokságra, a csoport második helyezettje pótselejtezőn vett részt.
A csoportban Belgium, Wales, Csehország, Fehéroroszország és Észtország szerepelt.

## Tabella
| Hely. | Csapat           | M | Gy | D | V | G+ | G– | Gk  | P  | Továbbjutás                                        |     | Belgium | Wales | Csehország | Észtország | Fehéroroszország |
| ----- | ---------------- | - | -- | - | - | -- | -- | --- | -- | -------------------------------------------------- | --- | ------- | ----- | ---------- | ---------- | ---------------- |
| 1.    | Belgium          | 8 | 6  | 2 | 0 | 25 | 6  | +19 | 20 | Kijutott a 2022-es világbajnokságra                |     | —       | 3–1   | 3–0        | 3–1        | 8–0              |
| 2.    | Wales            | 8 | 4  | 3 | 1 | 14 | 9  | +5  | 15 | Pótselejtezőn vett részt                           |     | 1–1     | —     | 1–0        | 0–0        | 5–1              |
| 3.    | Csehország       | 8 | 4  | 2 | 2 | 14 | 9  | +5  | 14 | Pótselejtezőn vett részt a Nemzetek Ligája alapján |     | 1–1     | 2–2   | —          | 2–0        | 1–0              |
| 4.    | Észtország       | 8 | 1  | 1 | 6 | 9  | 21 | −12 | 4  |                                                    |     | 2–5     | 0–1   | 2–6        | —          | 2–0              |
| 5.    | Fehéroroszország | 8 | 1  | 0 | 7 | 7  | 24 | −17 | 3  |                                                    | 0–1 | 2–3     | 0–2   | 4–2        | —          |                  |

## Mérkőzések
A menetrendet az UEFA a sorsolást követő napon, 2020. december 8-án tette közzé.
Az időpontok közép-európai idő szerint, zárójelben helyi idő szerint értendők.
| 2021. március 24. 20:45 |

| Belgium                                        | 3–1               | Wales      |
| ---------------------------------------------- | ----------------- | ---------- |
| De Bruyne 22' Hazard 28' Lukaku 73' (11-esből) | (2–1) Jegyzőkönyv | Wilson 11' |

| Den Dreef, Heverlee Nézőszám: 0 Játékvezető: Cüneyt Çakır (török) |

| 2021. március 24. 20:45 (21:45 UTC+2) |

| Észtország             | 2–6               | Csehország                                         |
| ---------------------- | ----------------- | -------------------------------------------------- |
| Sappinen 12' Anier 86' | (1–4) Jegyzőkönyv | Schick 18' Barák 27' Souček 32' 43' 48' Jankto 56' |

| Arena Lublin, Lublin (Lengyelország) Nézőszám: 0 Játékvezető: Anastasios Papapetrou (görög) |

| 2021. március 27. 18:00 (20:00 UTC+3) |

| Fehéroroszország                                       | 4–2               | Észtország    |
| ------------------------------------------------------ | ----------------- | ------------- |
| Liszakovics 45' (11-esből) 83' Kendis 64' Szavicki 81' | (1–1) Jegyzőkönyv | Anier 31' 55' |

| Dinamo Stadion, Minszk Nézőszám: 0 Játékvezető: Robert Hennessy (ír) |

| 2021. március 27. 20:45 |

| Csehország | 1–1               | Belgium    |
| ---------- | ----------------- | ---------- |
| Provod 50' | (0–0) Jegyzőkönyv | Lukaku 60' |

| Sinobo Stadion, Prága Nézőszám: 0 Játékvezető: William Collum (skót) |

| 2021. március 30. 20:45 |

| Belgium                                                                       | 8–0               | Fehéroroszország |
| ----------------------------------------------------------------------------- | ----------------- | ---------------- |
| Batshuayi 14' Vanaken 17' 89' Trossard 38' 74' Doku 42' Praet 49' Benteke 70' | (4–0) Jegyzőkönyv |                  |

| Den Dreef, Leuven Nézőszám: 0 Játékvezető: Donatas Rumšas (litván) |

| 2021. március 30. 20:45 (19:45 UTC+1) |

| Wales     | 1–0               | Csehország |
| --------- | ----------------- | ---------- |
| James 82' | (0–0) Jegyzőkönyv |            |

| Cardiff City Stadion, Cardiff Nézőszám: 0 Játékvezető: Ovidiu Haţegan (román) |

| 2021. szeptember 2. 20:45 |

| Csehország | 1–0               | Fehéroroszország |
| ---------- | ----------------- | ---------------- |
| Barák 34'  | (1–0) Jegyzőkönyv |                  |

| Městský stadion v Ostravě-Vítkovicích, Ostrava Játékvezető: Srđan Jovanović (szerb) |

| 2021. szeptember 2. 20:45 (21:45 UTC+3) |

| Észtország        | 2–5               | Belgium                                         |
| ----------------- | ----------------- | ----------------------------------------------- |
| Käit 2' Sorga 83' | (1–2) Jegyzőkönyv | Vanaken 22' Lukaku 29' 52' Witsel 65' Foket 76' |

| Lilleküla Stadium, Tallinn Játékvezető: Guillermo Cuadra Fernández (spanyol) |

| 2021. szeptember 5. 15:00 (16:00 UTC+3) |

| Fehéroroszország                       | 2–3               | Wales                                   |
| -------------------------------------- | ----------------- | --------------------------------------- |
| V. Lisakovich 29' (11-esből) Sedko 31' | (2–1) Jegyzőkönyv | Bale 6' (11-esből) 69' (11-esből) 90+3' |

| Központi Stadion, Kazany (Oroszország) Játékvezető: Giorgi Kruashvili (grúz) |

| 2021. szeptember 5. 20:45 |

| Belgium                                  | 3–0               | Csehország |
| ---------------------------------------- | ----------------- | ---------- |
| Lukaku 8' E. Hazard 41' Saelemaekers 65' | (2–0) Jegyzőkönyv |            |

| Baldvin király Stadion, Brüsszel Játékvezető: Michael Oliver (angol) |

| 2021. szeptember 8. 20:45 (21:45 UTC+3) |

| Fehéroroszország | 0–1               | Belgium   |
| ---------------- | ----------------- | --------- |
|                  | (0–1) Jegyzőkönyv | Praet 33' |

| Központi Stadion, Kazany (Oroszország) Játékvezető: Paweł Raczkowski (lengyel) |

| 2021. szeptember 8. 20:45 (19:45 UTC+1) |

| Wales | 0–0         | Észtország |
| ----- | ----------- | ---------- |
|       | Jegyzőkönyv |            |

| Cardiff City Stadion, Cardiff Játékvezető: Ruddy Buquet (francia) |

| 2021. október 8. 20:45 |

| Csehország                 | 2–2               | Wales                |
| -------------------------- | ----------------- | -------------------- |
| Pešek 38' Ward 49' (öngól) | (1–1) Jegyzőkönyv | Ramsey 36' James 69' |

| Sinobo Stadion, Prága Játékvezető: Deniz Aytekin (német) |

| 2021. október 8. 20:45 (21:45 UTC+3) |

| Észtország             | 2–0               | Fehéroroszország |
| ---------------------- | ----------------- | ---------------- |
| Sorga 58' Zenjov 90+3' | (0–0) Jegyzőkönyv |                  |

| Lilleküla Stadion, Tallinn Játékvezető: Mohammed Al-Hakim (svéd) |

| 2021. október 11. 20:45 (21:45 UTC+3) |

| Fehéroroszország | 0–2               | Csehország            |
| ---------------- | ----------------- | --------------------- |
|                  | (0–1) Jegyzőkönyv | Schick 22' Hložek 65' |

| Központi Stadion, Kazany (Oroszország) Játékvezető: François Letexier (francia) |

| 2021. október 11. 20:45 (21:45 UTC+3) |

| Észtország | 0–1               | Wales     |
| ---------- | ----------------- | --------- |
|            | (0–1) Jegyzőkönyv | Moore 12' |

| Lilleküla Stadion, Tallinn Játékvezető: Sandro Schärer (svájci) |

| 2021. november 13. 20:45 |

| Belgium                                | 3–1               | Észtország |
| -------------------------------------- | ----------------- | ---------- |
| Benteke 11' Carrasco 53' T. Hazard 74' | (1–0) Jegyzőkönyv | Sorga 70'  |

| Baldvin király Stadion, Brüsszel Játékvezető: Halil Umut Meler (török) |

| 2021. november 13. 20:45 (19:45 UTC±0) |

| Wales                                                                 | 5–1               | Fehéroroszország |
| --------------------------------------------------------------------- | ----------------- | ---------------- |
| Ramsey 3' 50' (11-esből) N. Williams 20' B. Davies 77' C. Roberts 89' | (2–0) Jegyzőkönyv | Kontsevoy 87'    |

| Cardiff City Stadion, Cardiff Játékvezető: Maurizio Mariani (olasz) |

| 2021. november 16. 20:45 |

| Csehország            | 2–0               | Észtország |
| --------------------- | ----------------- | ---------- |
| Brabec 59' Sýkora 85' | (0–0) Jegyzőkönyv |            |

| Stadion Letná, Prága Játékvezető: Orel Grinfeld (izraeli) |

| 2021. november 16. 20:45 (19:45 UTC±0) |

| Wales     | 1–1               | Belgium       |
| --------- | ----------------- | ------------- |
| Moore 32' | (1–1) Jegyzőkönyv | De Bruyne 12' |

| Cardiff City Stadion, Cardiff Játékvezető: Artur Soares Dias (portugál) |